# Liste von Persönlichkeiten Nordrhein-Westfalens

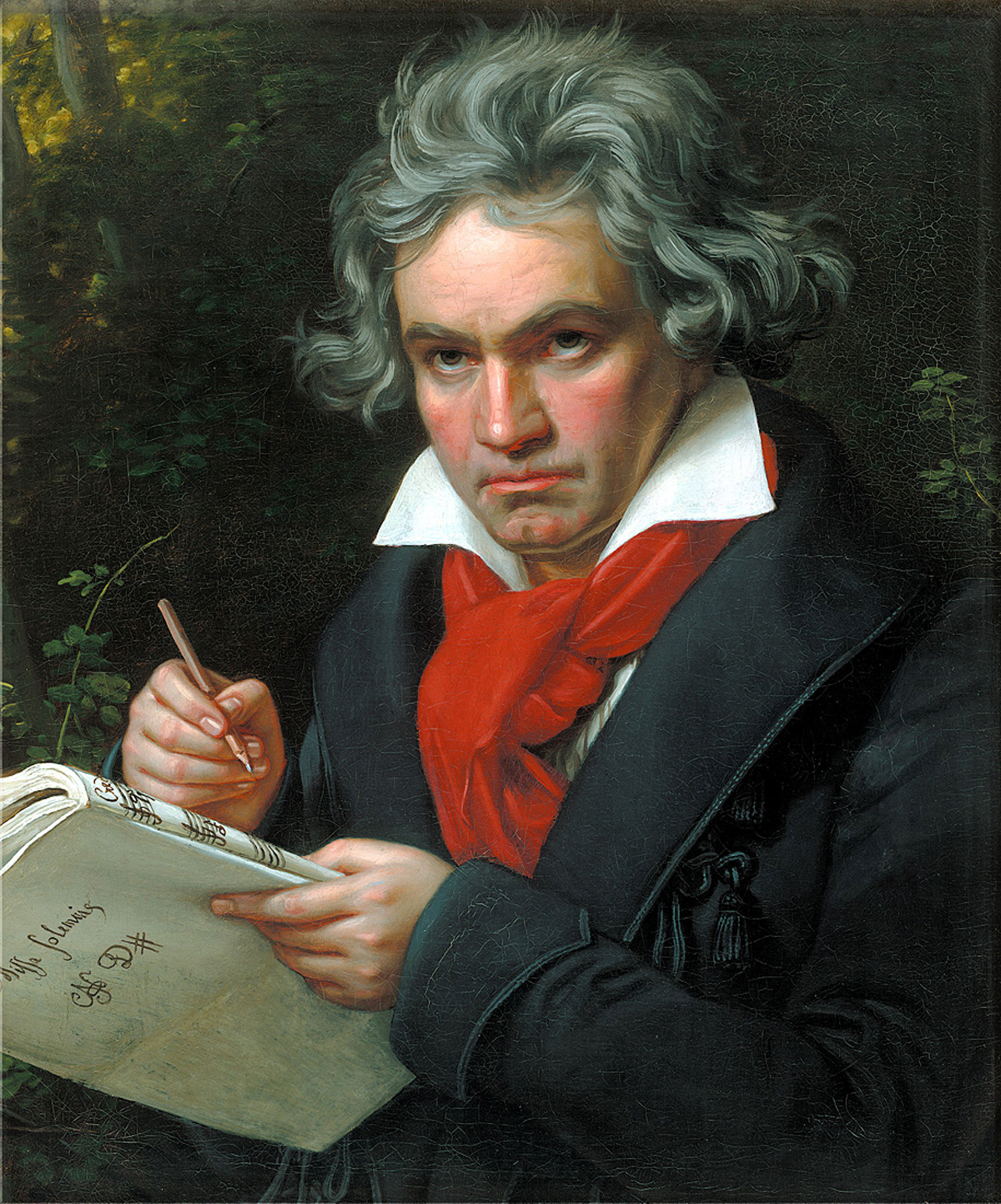
Ludwig van Beethoven stammt aus dem heutigen Land Nordrhein-Westfalen.

Die Liste von Persönlichkeiten Nordrhein-Westfalens enthält ausgewählte bekannte Persönlichkeiten, die mit dem Land Nordrhein-Westfalen in Verbindung stehen. Die Personen sind entweder in Nordrhein-Westfalen geboren oder der Schwerpunkt ihres Wirkens liegt im Land. Personen, die vor 1946/47 auf dem Staatsgebiet des heutigen Landes wirkten oder geboren wurden, werden berücksichtigt. Das Land Nordrhein-Westfalen hat zahlreiche bedeutende Persönlichkeiten hervorgebracht. Die Liste berücksichtigt nur Personen, die eine überragende Bedeutung auf ihrem jeweiligen Gebiet haben oder die ihre Bedeutung durch die Erwähnung in vergleichbaren Listen externer Quellen beziehen.

## NRWs Beste

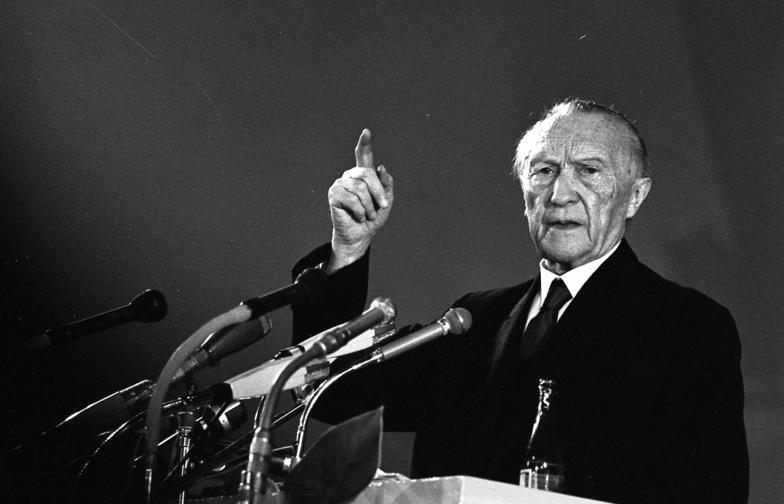
Konrad Adenauer

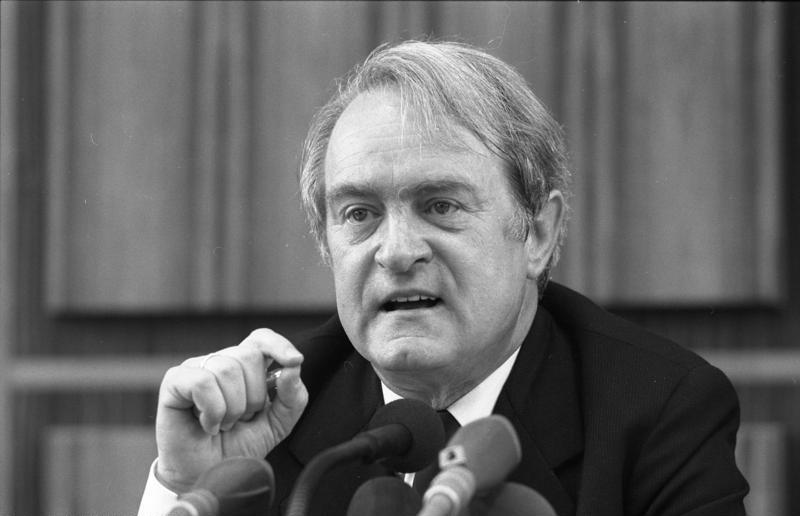
Johannes Rau

Im Frühjahr 2010 führte der WDR in seiner Fernsehsendung daheim&unterwegs eine (nicht repräsentative) TED-Abstimmung zu den „Besten“ des Landes Nordrhein-Westfalen unter seinen Zuschauern durch. Zehntausende – so der WDR – haben sich daran beteiligt. Zur Auswahl standen in der letzten Runde 50 Persönlichkeiten, die in einer ersten Runde aufgrund der Vorschläge der Zuschauer bestimmt wurden. Eine Kriterienkatalog zur Auswahl der „Besten“ wurde nicht angelegt. Alle Personen (bis auf den Cheruskerfürst Arminius, dessen Geburtsort nicht gesichert ist) auf den vorderen 20 Plätzen sind aber in Nordrhein-Westfalen bzw. im heutigen Landesgebiet geboren. „NRWs Beste“ sind dieser Befragung zufolge:
- Platz 1: Konrad Adenauer (* 1876 in Köln), Bundeskanzler
- Platz 2: Johannes Rau (* 1931 in Wuppertal), Bundespräsident
- Platz 3: Adolph Kolping (* 1813 in Kerpen), Sozialreformer
- Platz 4: Hape Kerkeling (* 1964 in Recklinghausen), Komiker
- Platz 5: Joseph Kardinal Frings (* 1887 in Neuss), Kardinal
- Platz 6: Günter Wallraff (* 1942 in Burscheid), Journalist
- Platz 7: Wilhelm Conrad Röntgen (* 1845 in Lennep), Physiker
- Platz 8: Friedrich von Bodelschwingh (* 1831 in Tecklenburg), Sozialreformer
- Platz 9: Ludwig van Beethoven (1770 in Bonn), Komponist
- Platz 10: Heinz Nixdorf (* 1925 in Paderborn), Unternehmer
- Platz 11: Hanns Dieter Hüsch (* 1925 in Moers), Kabarettist
- Platz 12: Die Maus (Erstausstrahlung 1971), Zeichentrickfigur einer Kindersendung
- Platz 13: Willy Millowitsch (* 1909 in Köln), Volksschauspieler
- Platz 14: Helmut Rahn (* 1929 in Essen), Fußballer
- Platz 15: Heinrich Heine (* 1797 in Düsseldorf), Schriftsteller
- Platz 16: Michael Schumacher (* 1969 in Hürth), Rennfahrer
- Platz 17: Heinz Rühmann (* 1902 in Essen), Schauspieler
- Platz 18: Hermann, der Cherusker (*um 17 v. Chr.), Widerstandskämpfer
- Platz 19: Nena (* 1960 in Hagen), Sängerin
- Platz 20: Anton „Toni“ Turek (* 1919 in Duisburg), Fußballer

Quelle: WDR

## Wir in Nordrhein-Westfalen

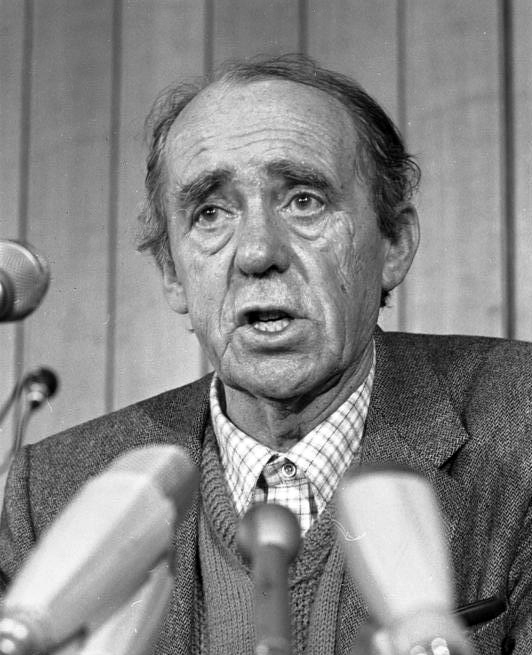
Heinrich Böll

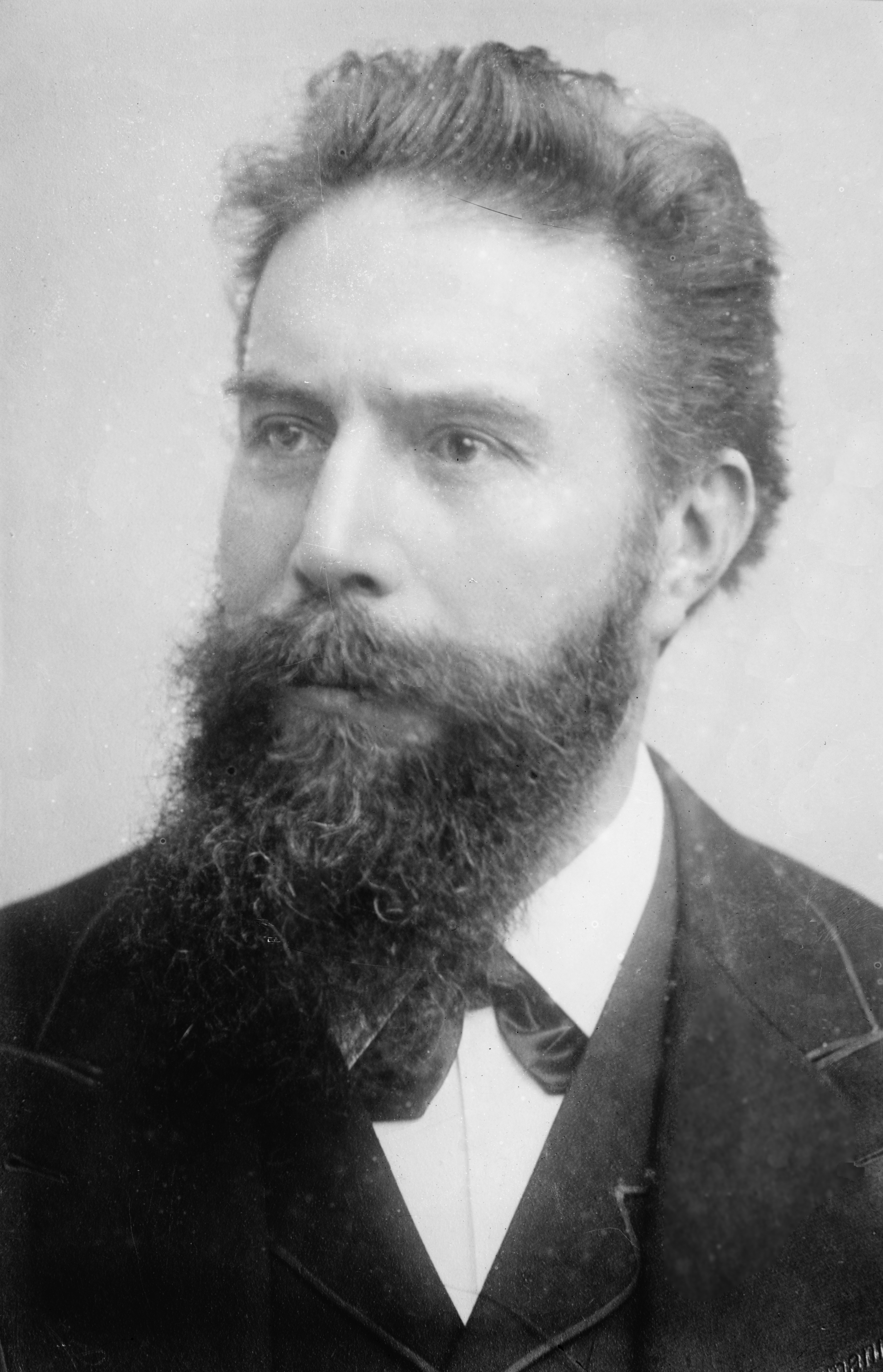
Wilhelm Conrad Röntgen

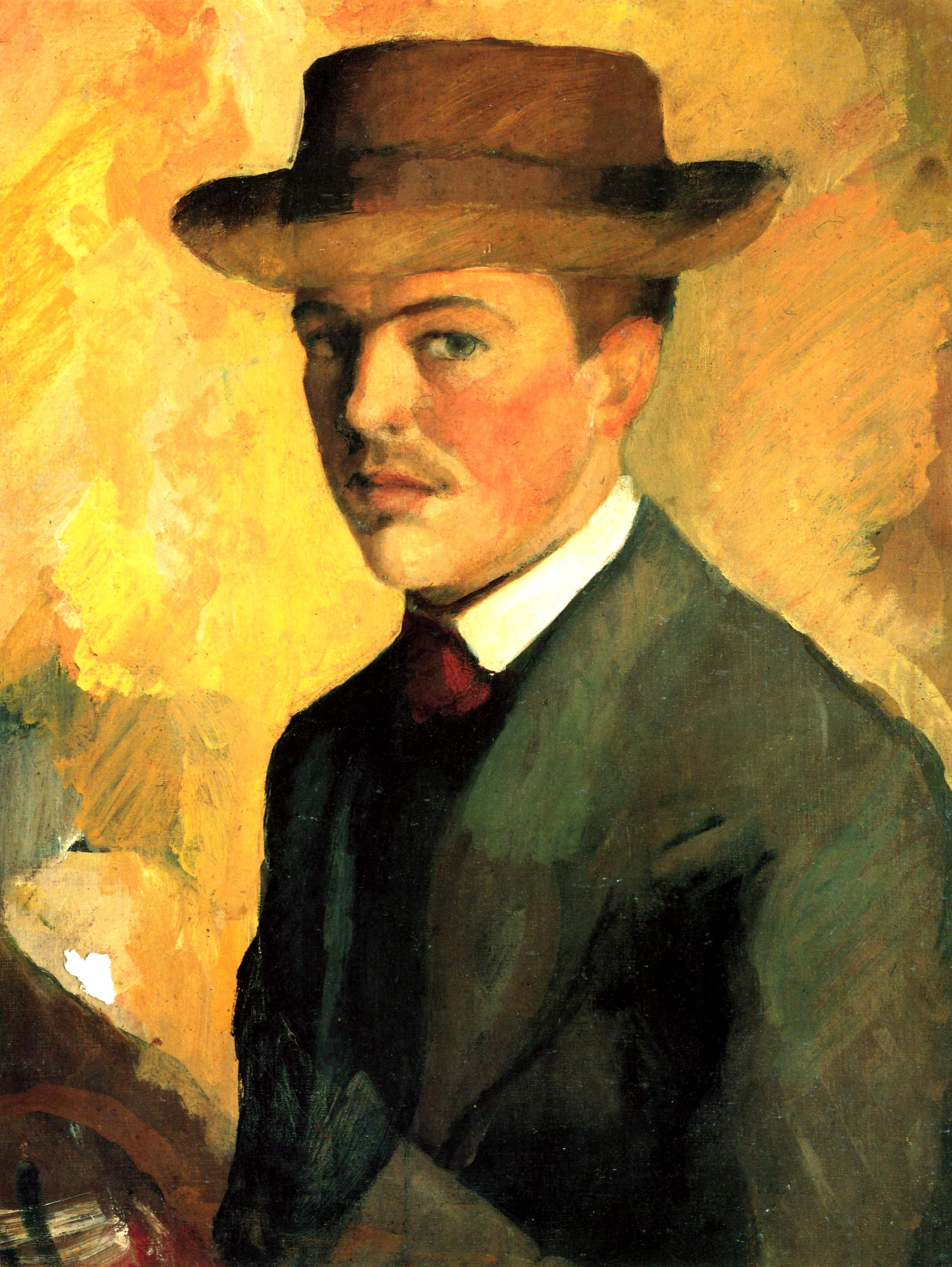
Selbstporträt August Macke

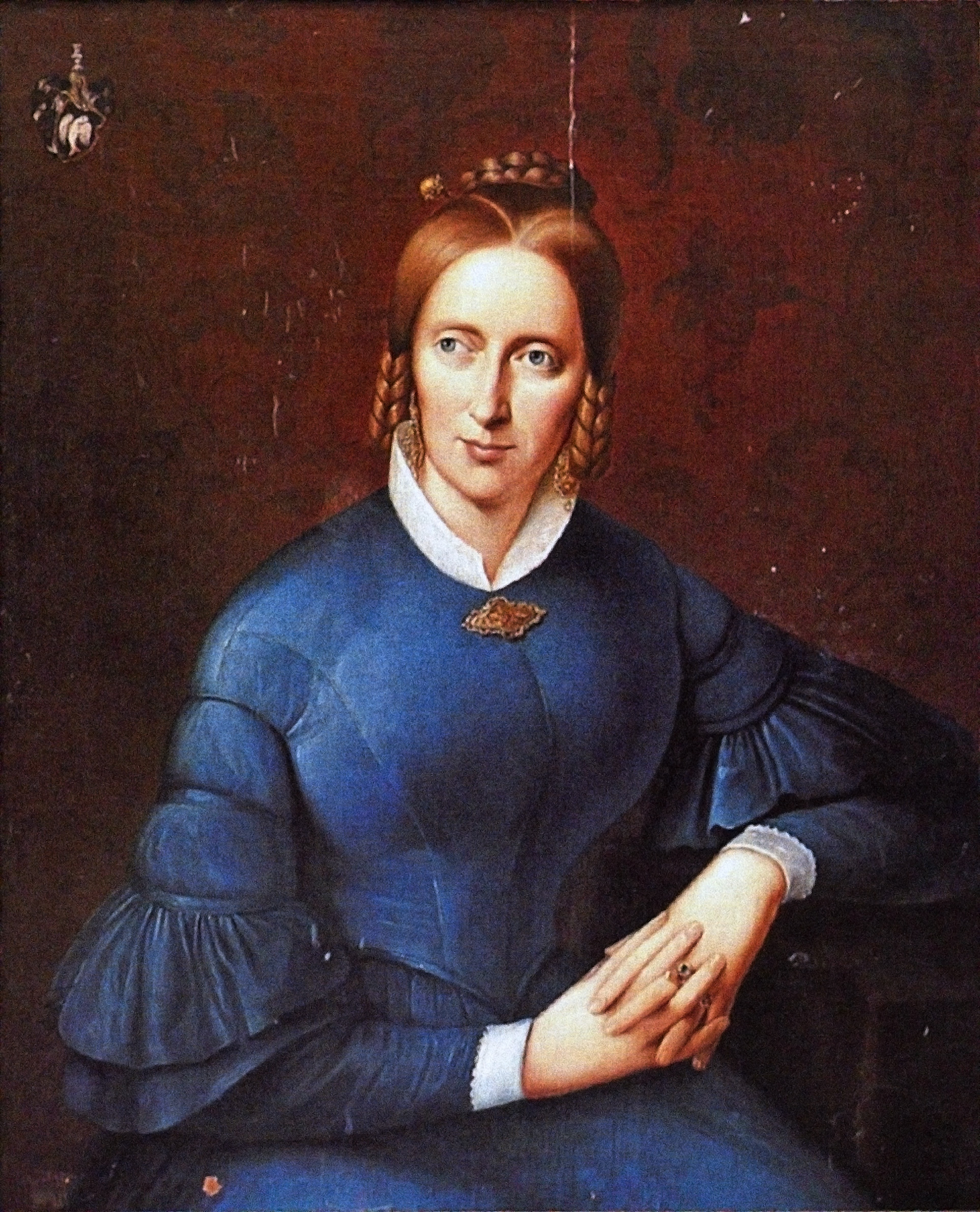
Annette von Droste-Hülshoff

Auf ihrer Website präsentiert die Landesregierung „Menschen aus Nordrhein-Westfalen“. Die Liste wurde im Kontext einer Plakataktion im Jahr 2009 mit der Bezeichnung Wir in Nordrhein-Westfalen in Zusammenarbeit mit mehreren Zeitungsgruppen des Landes erarbeitet. Bereits der ehemalige Ministerpräsident Johannes Rau versuchte unter dem (Wahlkampf-)Motto Wir in Nordrhein-Westfalen eine gemeinsame Identität der Nordrhein-Westfalen herzustellen. Über 1000 Bürger reichten bis November Vorschläge ein. Nach Wunsch der Landesregierung sollten die Persönlichkeiten genannt werden, die „für Nordrhein-Westfalen stehen“. Die Auswahl folgt daher naturgemäß nicht objektiveren Kriterien, sondern listet vor allem Persönlichkeiten, die aus Sicht der Landesregierung und der sich beteiligenden Bürger geneigt sind eine nordrhein-westfälische Identität zu fördern. Nicht alle Persönlichkeiten sind in Nordrhein-Westfalen geboren. In diesen Fällen wird der Geburtsort um die heutige Zugehörigkeit als Hinweis auf diesen Umstand ergänzt. Von den 1000 eingereichten Vorschlägen werden auf der Website folgende genannt (Die Kurzbeschreibung ihres Wirkens auf der Website der Landesregierung ist als Zitat wiedergegeben um die Relevanz im Sinne der Plakataktion einordnen zu können – Die Auflistung erfolgt in alphabetischer Reihenfolge):
- Konrad Adenauer (* 1876 in Köln), bekanntester Rheinländer und erster Bundeskanzler der Bundesrepublik Deutschland
- Luise Albertz (* 1901 in Duisburg), als Oberbürgermeisterin (Oberhausen) erste Frau an der Spitze einer deutschen Großstadt
- Walter Arendt (* 1925 in Heessen), vom Bergarbeiter zum Gewerkschaftsführer und Bundesarbeitsminister
- Karl Arnold (* 1901 in Herrlishöfen, Baden-Württemberg), kämpfte als NRW-Ministerpräsident gegen Demontagepläne der Besatzungsmächte
- Pina Bausch (* 1940 in Solingen), Avantgardistin des Tanztheaters
- Iris Berben (* 1950 in Detmold), die Schauspielerin engagiert sich gegen Rechtsextremismus und Antisemitismus
- Ludwig van Beethoven (* 1770 in Bonn), berühmtester Sohn Bonns, das Musikgenie gilt als Wegbereiter der Romantik
- Wolfgang Berghe von Trips (* 1928 in Köln), erster international erfolgreicher deutscher Automobilrennfahrer nach dem Krieg
- Berthold Beitz (* 1913 in Zemmin, Mecklenburg-Vorpommern), hat den Strukturwandel des Ruhrgebiets wesentlich mitbestimmt
- Joseph Beuys (* 1921 in Krefeld), einer der bekanntesten deutschen Künstler des 20. Jahrhunderts
- Friedrich von Bodelschwingh (* 1831 in Tecklenburg), nahm sich der psychisch Kranken und der Brüder von der Landstraße an
- Heinrich Böll (* 1917 in Köln), repräsentierte als kritischer Geist den literarischen Neubeginn nach 1945
- Egidius Braun (* 1925 in Breinig), setzte als DFB-Präsident Zeichen gegen Fremdenhass und Drogen
- Heinrich Drake (* 1881 in Lemgo), führte die Verhandlungen zur Aufnahme des Landes Lippe nach Nordrhein-Westfalen
- Annette von Droste-Hülshoff (* 1797 auf Burg Hülshoff bei Münster), die Dichterin stammte aus dem altwestfälischen, katholischen Adel
- Konrad Duden (* 1829 auf dem Gut Bossigt in Lackhausen bei Wesel), machte sein Abitur an dem später nach ihm benannten Gymnasium in Wesel
- Kurt Edelhagen (* 1920 in Herne), Bandleader und Wegbereiter des Jazz im Deutschland der Nachkriegszeit
- Veronica Ferres (* 1965 in Solingen), „Newsweek“ nennt sie das deutsche Äquivalent zu Sharon Stone
- Joseph Kardinal Frings (* 1887 in Neuss), rechtfertigte im Hungerwinter 1947 „Kohleklau“ aus alliierten Zügen als Notdiebstahl
- Kardinal von Galen (* 1878 in Dinklage, Niedersachsen), der „Löwe von Münster“ predigte gegen das Unrecht im Hitler-Regime
- Herbert Grönemeyer (* 1956 in Göttingen, Niedersachsen), ebenso poetischer wie zeitkritischer Rockbarde, der in seine Heimatstadt Bochum verliebt ist
- Peter Grünberg (* 1939 in Pilsen, Tschechien), der im Forschungszentrum Jülich wirkende Wissenschaftler erhielt 2007 den Nobelpreis für Physik
- Gustaf Gründgens (* 1899 in Düsseldorf), vom Publikum enthusiastisch gefeierter überragender Schauspieler und Regisseur
- Ulla Hahn (* 1945 in Brachthausen), in ihren Romanen spielt Monheim am Rhein eine tragende Rolle
- Elke Heidenreich (* 1943 in Korbach, Hessen), Autorin und Literaturkritikerin, die kein Blatt vor den Mund nimmt
- Heinrich Heine (* 1797 in Düsseldorf), der berühmte Sohn Düsseldorfs gilt als letzter Dichter der Romantik
- Gustav Heinemann (* 1899 in Schwelm), rief als Bundespräsident zu mehr Demokratie und Zivilcourage auf
- Hanns Dieter Hüsch (* 1925 in Moers), war ein „philosophischer Clown“ mit feinsinnigem Humor
- Karl der Große (*vermutlich 747 oder 748 vermutlich im Fränkischen Reich), machte Aachen zu seiner Lieblingsstadt
- Hans Katzer (* 1919 in Köln), prägte als „Anwalt der kleinen Leute“ nachhaltig die Sozialpolitik aller Bundesregierungen
- Hape Kerkeling (* 1964 in Recklinghausen), ein Mann mit vielen Gesichtern
- Manfred Kock (* 1936 in Burgsteinfurt), gilt als Prediger, der die seelsorgerische und die soziale Dimension der biblischen Botschaft in den Dialog mit der Politik einbringt
- Heinz Georg Kramm (* 1938 in Düsseldorf), Heino hat mehr als 40 Millionen Schallplatten in aller Welt verkauft
- Ute Lemper (* 1963 in Münster), in Münster geboren, in Köln und Wien studiert, in Paris als „die neue Liza Minnelli“ gefeiert
- Udo Lindenberg (* 1946 in Gronau), der Rockbarde wurde 1946 im westfälischen Gronau geboren
- Lore Lorentz (* 1920 in Mährisch-Ostrau, Tschechien) wurde mit Düsseldorfer Kom(m)ödchen die „First Lady des deutschen Kabaretts“
- Heinrich Lübke (* 1894 in Enkhausen), prägte entscheidend die Modernisierung der Landwirtschaft in Deutschland
- August Macke (* 1887 in Meschede), das Geburtshaus des Expressionisten stand in Meschede im Hochsauerland
- Reinhard Mohn (* 1921 in Gütersloh), baute eines der größten Medienhäuser der Welt auf
- Marius Müller-Westernhagen (* 1948 in Düsseldorf), stieg als Schauspieler und Sänger auf der Karriereleiter nach oben
- Ulrike Nasse-Meyfarth (* 1956 in Frankfurt am Main, Hessen), Hochsprungtalent, 1972 jüngste Olympiasiegerin in einem Einzelwettbewerb
- Nena (* 1960 in Hagen), wurde mit 99 Luftballons international bekannt
- Steffi Nerius (* 1972 in Bergen auf Rügen, Mecklenburg-Vorpommern), die Speerwurfweltmeisterin von 2009 engagiert sich für den Behindertensport
- Helmut Rahn (* 1929 in Essen), Fußballlegende aus Essen, machte mit der Nationalmannschaft 1954 das Wunder von Bern möglich
- Johannes Rau (* 1931 in Wuppertal), Ministerpräsident Nordrhein-Westfalens und später Bundespräsident, prägte über Jahrzehnte hinweg die Politik seines Heimatlandes
- Wilhelm Conrad Röntgen (* 1845 in Lennep), seine Entdeckung revolutionierte die medizinische Diagnostik
- Peter Paul Rubens (* 1577 in Siegen), berühmter Sohn Siegens, einer der bekanntesten Maler des Barock
- Mildred Scheel (* 1931 in Köln), in Köln geborene Ärztin mit außerordentlichem sozialem Engagement, gründete die Deutsche Krebshilfe
- Rudolf Schock (* 1915 in Duisburg), verkaufte 18 Millionen Schallplatten als einer der beliebtesten Tenöre des 20. Jahrhunderts
- Birgit Schrowange (* 1958 in Brilon), begann ihre Fernsehkarriere beim WDR
- Michael Schumacher (* 1969 in Hürth-Hermülheim), bekanntester Rennfahrer aus Kerpen und erfolgreichster Formel-1-Pilot
- Clara Schumann (* 1819 in Leipzig, Sachsen) beklagte mit ihrem Mann Robert Mitte des 19. Jahrhunderts die Undiszipliniertheit der Musiker in Düsseldorf
- Rita Süssmuth (* 1937 in Wuppertal), die Bundestagspräsidentin a. D. wurde für ihr großes Engagement im Kampf gegen AIDS ausgezeichnet
- Alice Schwarzer (* 1942 in Wuppertal-Elberfeld), eine der bekanntesten Vertreterinnen der neuen deutschen Frauenbewegung
- Edith Stein, Ordensname Teresia Benedicta a Cruce (* 1891 in Breslau, Polen), die Philosophin und Frauenrechtlerin befasste sich in Münster mit Fragen der Mädchenbildung
- Paul Spiegel (* 1937 in Warendorf), ein großer Deutscher jüdischen Glaubens, der am Aufbau des neuen Deutschland mitwirkte
- August Thyssen (* 1842 in Eschweiler), das Lebenswerk des großen Industriellen ist an Rhein und Ruhr unübersehbar
- Helene Wessel (* 1898 in Hörde), gründete mit Gustav Heinemann die Gesamtdeutsche Volkspartei
- Tabea Zimmermann (* 1966 in Lahr, Baden-Württemberg), die Bratschistin engagiert sich für das Projekt „Jedem Kind ein Instrument“

Quelle: Landesregierung Nordrhein-Westfalen

## Offene Liste nach Tätigkeit
Dieses Kapitel listet ausgewählte Persönlichkeiten, die mit Nordrhein-Westfalen oder dessen heutigem Staatsgebiet in Verbindung stehen. Die Auswahl ist subjektiv und nicht abschließend. Objektive Kriterien wurden zur Auswahl nicht angelegt. Persönlichkeiten, die nicht in Nordrhein-Westfalen geboren sind, erhalten eine ergänzende Beschreibung ihres Geburtsortes zur heutigen Zugehörigkeit des Ortes.

### Politiker

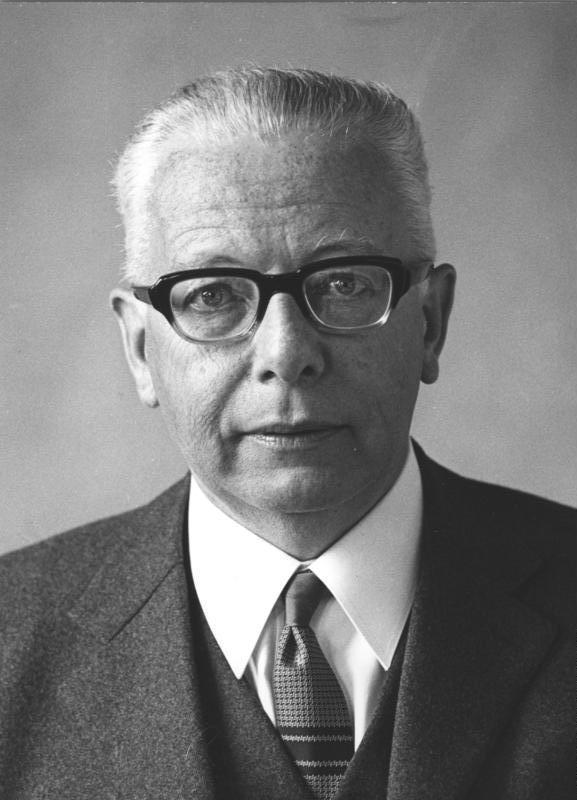
Gustav Heinemann

Fünf Bundespräsidenten und zwei Bundeskanzler wurden in Nordrhein-Westfalen bzw. dessen heutigen Grenzen geboren:
- Konrad Adenauer (* 1876 in Köln), Bundeskanzler
- Heinrich Lübke (* 1894 in Enkhausen), Bundespräsident
- Gustav Heinemann (* 1899 in Schwelm), Bundespräsident
- Walter Scheel (* 1919 in Solingen), Bundespräsident
- Johannes Rau (* 1931 in Wuppertal), Bundespräsident
- Gerhard Schröder (* 1944 in Mossenberg), Bundeskanzler
- Frank-Walter Steinmeier (* 1956 in Detmold), Bundespräsident

Aus einem früheren (2013–2018) Bundeskabinett stammen mehrere Politiker aus Nordrhein-Westfalen:
- Barbara Hendricks (1952 in Kleve), Bundesumweltministerin
- Thomas de Maizière (* 1954 in Bonn), Bundesinnenminister
- Hermann Gröhe (* 1961 in Uedem), Bundesgesundheitsminister

Weitere über die Grenzen des Bundeslandes bekannte Politiker sind:
- Friedrich Engels (* 1820 in Barmen), Mitbegründer des Marxismus
- August Bebel (* 1840 in Deutz), Mitbegründer der Arbeiterbewegung
- Wilhelm Marx (* 1863 in Köln), Reichskanzler
- Franz von Papen (* 1879 in Werl), Reichskanzler
- Heinrich Brüning (* 1885 in Münster), Reichskanzler
- Rita Süssmuth (* 1937 in Wuppertal), Bundestagspräsidentin
- Norbert Lammert (* 1948 in Bochum), Bundestagspräsident

### Sportler
- Toni Turek (* 1919 in Duisburg), Fußballer
- Helmut Rahn (* 1929 in Essen), Fußballer
- Michael Schumacher (* 1969 in Hürth), Automobilrennfahrer
- Mesut Özil (* 1988 in Gelsenkirchen), Fußballer

### Juristen
- Hermann Höpker-Aschoff (* 1883 in Herford), erster Präsident des Bundesverfassungsgerichts

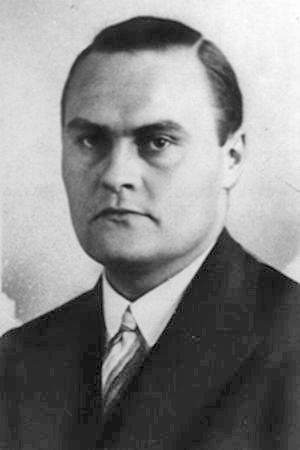
Josef Wirmer (* 1901 in Paderborn / † 1944 hingerichtet in Berlin-Plötzensee)

- Josef Wirmer (* 1901 in Paderborn / † 1944 hingerichtet in Berlin-Plötzensee)Josef Wirmer (* 1901 in Paderborn), Jurist und Widerstandskämpfer in der Gruppe des Attentats vom 20. Juli 1944; war nach erfolgreichem Attentat als Justizminister vorgesehen
- Andreas Voßkuhle (* 1963 in Detmold), neunter Präsident des Bundesverfassungsgerichts

### Heerführer und Herrscher

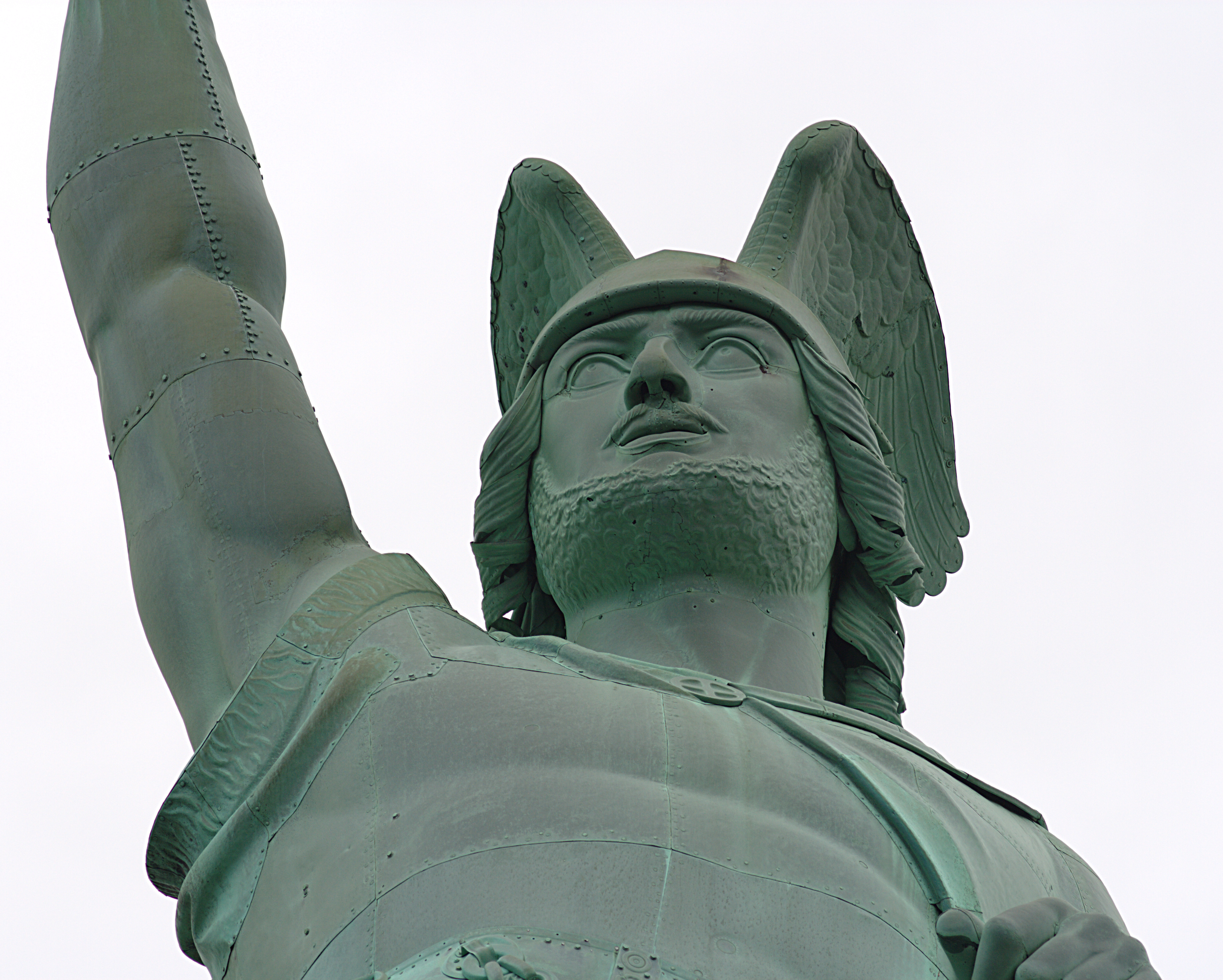
Hermannsdenkmal, Monumentalstatue des Arminius bei Detmold

- Arminius (* um 17 v. Chr. vermutlich in Germanien), der Cherusker stoppte die römische Expansion nach Germanien
- Agrippina die Jüngere (* 15 in Köln), Tochter des Germanicus, Mutter Neros und Gemahlin des Kaisers Claudius
- Karl der Große (* 747 oder 748 vermutlich im Fränkischen Reich), fränkischer Kaiser und Stammvater Deutschlands und Frankreichs mit Hauptresidenz in Aachen
- Widukind (* vor 777 vermutlich im Stammesgebiet der Sachsen), sächsischer Herzog und Kämpfer gegen Karl den Großen, im Niedersachsen- und Westfalenlied als Stammvater der Sachsen verklärt
- Otto III. (* 980 bei Kessel), römisch-deutscher König und Kaiser

### Architekten
- Matthäus Daniel Pöppelmann (* 1662 in Herford), Baumeister des Barock, als sein herausragendstes Werk gilt der Zwinger in Dresden
- Johann Conrad Schlaun (* 1695 in Nörde), Baumeister des Barock, erbaute u. a. das Fürstbischöfliche Schloss Münster, Weltkulturerbe Schlösser Augustusburg und Falkenlust
- Peter Joseph Lenné (* 1789 in Bonn), herausragender Landschaftsarchitekt
- Ludwig Mies van der Rohe (* 1886 in Aachen), einer der bedeutendsten Architekten der Moderne
- Gottfried Böhm (* 1920 in Offenbach am Main, Hessen), Architekt der Moderne mit Schwerpunkt seines Wirkens in Nordrhein-Westfalen

### Bildende Künstler

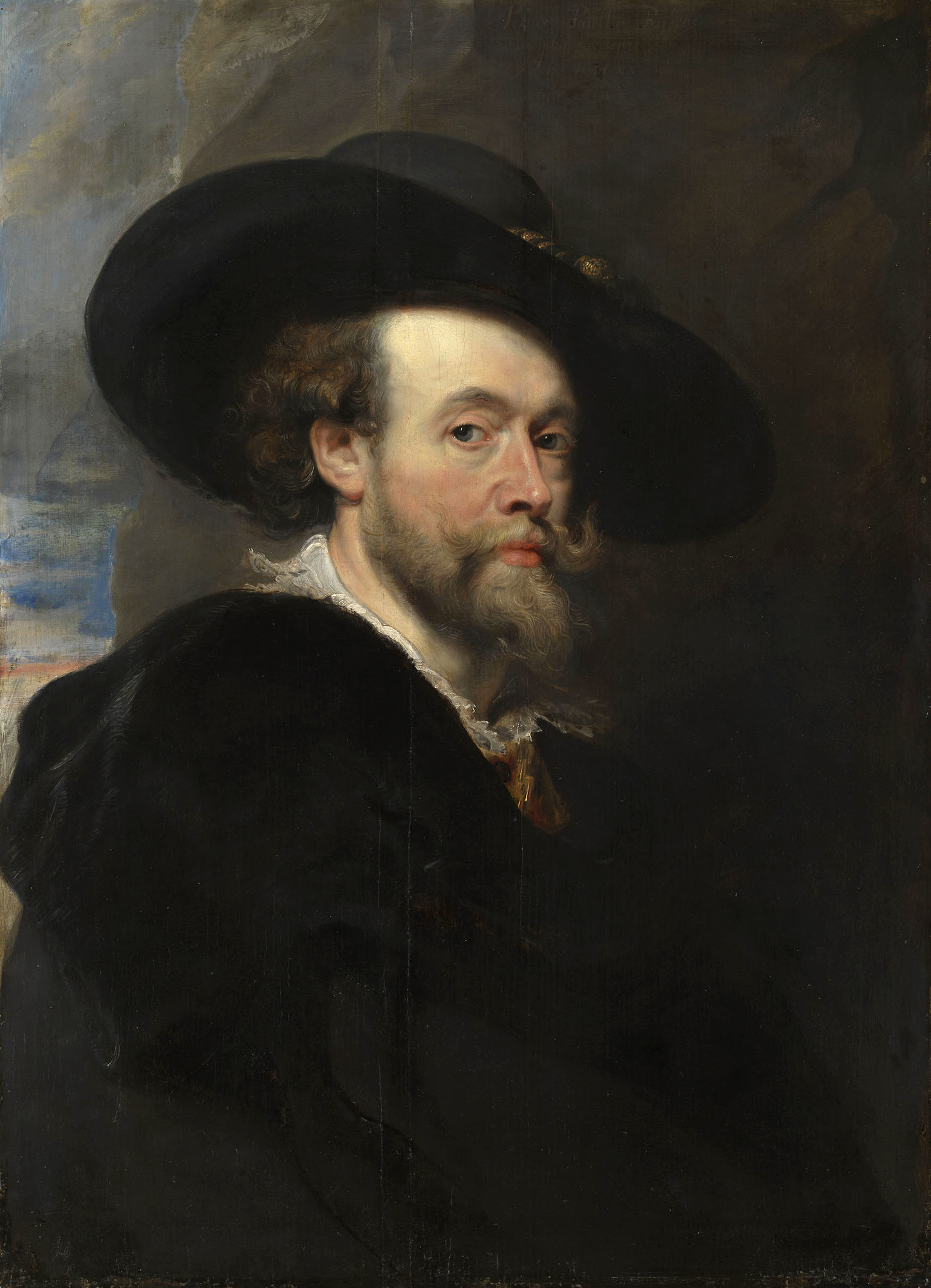
Selbstporträt Peter Paul Rubens

- Peter Paul Rubens (* 1577 in Siegen), einer der bekanntesten Barockmaler
- Johann Peter Hasenclever (* 1810 in Remscheid), einer der bekanntesten Genremaler der Düsseldorfer Malerschule
- August Macke (* 1887 in Meschede), einer der bekanntesten deutschen Maler des Expressionismus
- Max Ernst (* 1891 in Brühl), Maler, Grafiker und Bildhauer
- Joseph Beuys (* 1921 in Krefeld), einer der bedeutendsten Künstler des 20. Jahrhunderts
- Wolf Vostell (* 1932 in Leverkusen), Maler, Bildhauer und Happening-Künstler
- Josef Müller (* 1936 in Duisburg), Maler und Grafiker

### Musiker
- Ludwig van Beethoven (* 1770 in Bonn), einer der bedeutendsten klassischen Komponisten
- Willi Ostermann (* 1876 in Mülheim am Rhein), Kölner Mundartsänger
- Udo Lindenberg (* 1946 in Gronau), einer der bekanntesten deutschen Rockmusiker
- Kraftwerk (* 1970 gegründet in Düsseldorf), Pioniere der elektronischen Musik, 2014 Grammy Lifetime Achievement Award
- Herbert Grönemeyer (* 1956 in Göttingen, Niedersachsen), Sänger zahlreicher „Regionalhymnen“ für das Ruhrgebiet

### Darstellende Künstler
- Friedrich Wilhelm Murnau (* 1888 in Bielefeld), einflussreicher Filmregisseur
- Gustaf Gründgens (* 1899 in Düsseldorf), einer der bedeutendsten Schauspieler und Theaterregisseure Deutschlands
- Heinz Rühmann (* 1902 in Essen), gehört zu den bekanntesten deutschen Schauspielern des 20. Jahrhunderts
- Willy Millowitsch (* 1909 in Köln), rheinischer Volksschauspieler
- Pina Bausch (* 1940 in Solingen), eine der bedeutendsten Choreografen des 20. Jahrhunderts

### Literaten

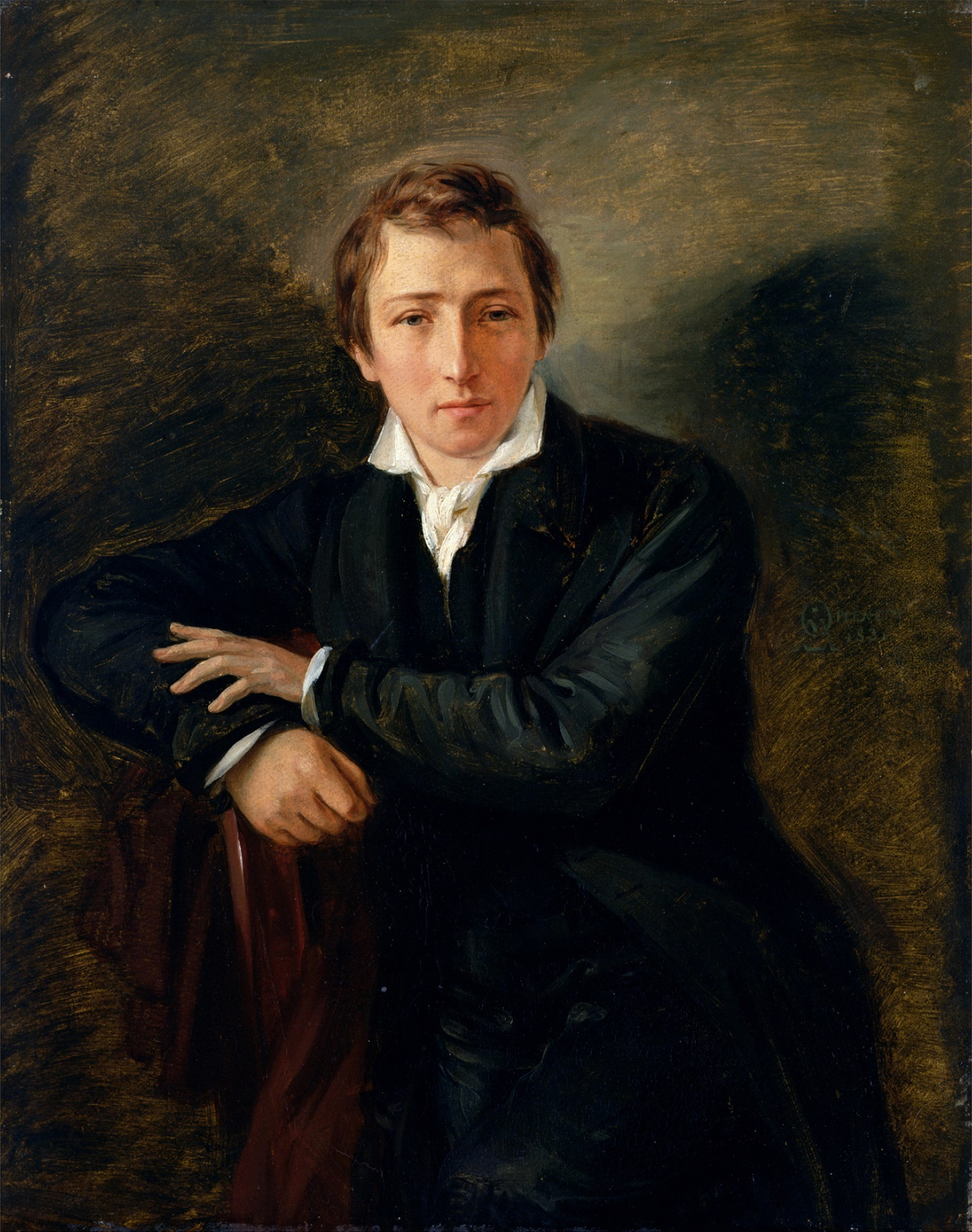
Heinrich Heine

- Annette von Droste-Hülshoff (* 1797 bei Münster), eine der bedeutendsten deutschen Dichter
- Heinrich Heine (* 1797 in Düsseldorf), Schriftsteller und Dichter
- Christian Dietrich Grabbe (* 1801 in Detmold), Dramatiker des Vormärz
- Ferdinand Freiligrath (* 1810 in Detmold), einer der populärsten deutschsprachigen Lyriker zur Mitte des 19. Jahrhunderts
- Else Lasker-Schüler (* 11. Februar 1869 in Elberfeld, heute Wuppertal), Dichterin
- Heinrich Böll (* 1917 in Köln), Literatur-Nobelpreisträger

### Philosophen
- Jürgen Habermas (* 1929 in Düsseldorf), einer der am stärksten rezipierten Philosophen und Soziologen der Gegenwart

### Frauenrechtler
- Alice Schwarzer (* 1942 in Wuppertal-Elberfeld), bekannte Publizistin und bekannteste Figur der jüngeren deutschen Emanzipationsbewegung

### Naturwissenschaftler
- Gerhard Mercator (* 1512 in Rupelmonde, heute Belgien), Kartograf, bedeutender Geograf der Neuzeit, lehrte und forschte in Duisburg
- Friedrich Wilhelm Bessel (* 1784 in Minden), Astronom, Mathematiker und Geodät
- Wilhelm Conrad Röntgen (* 1845 in Lennep), Nobelpreisträger für Physik, entdeckte die Röntgenstrahlung und revolutionierte damit die Medizin
- Emil Fischer (* 1852 in Flamersheim), Begründer der klassischen Organischen Chemie Nobelpreisträger für Chemie
- Hermann Oppenheim (* 1857 in Warburg) Pionier der Neurologie, Gründer der Deutschen Gesellschaft der Nervenärzte, lehrte und forschte u. a. an der Berliner Charité
- Carl Bosch (* 1874 in Köln), Nobelpreisträger für Chemie
- Ferdinand Sauerbruch (* 1875 in Barmen), Pionier der Chirurgie
- Manfred Eigen (* 1927 in Bochum), Nobelpreisträger für Chemie
- Harald zur Hausen (* 1936 in Gelsenkirchen), Nobelpreisträger für Medizin
- Johannes Georg Bednorz (* 1950 in Neuenkirchen), Nobelpreisträger für Physik

### Theologen
- Adolph Kolping (* 1813 in Kerpen), katholischer Sozialreformer und Begründer des Kolpingwerks
- Friedrich von Bodelschwingh (* 1831 in Tecklenburg), revolutionierte die Diakonie, begründete u. a. Bethel bei Bielefeld
- Clemens August Graf von Galen (* 1878 in Dinklage, heute Niedersachsen), Kardinal von Münster, mutiger Kritiker der nationalsozialistischen Rassenideologie
- Joseph Frings (* 1887 in Neuss), volksnaher Kardinal von Köln, gilt als typischer Rheinländer

### Unternehmer

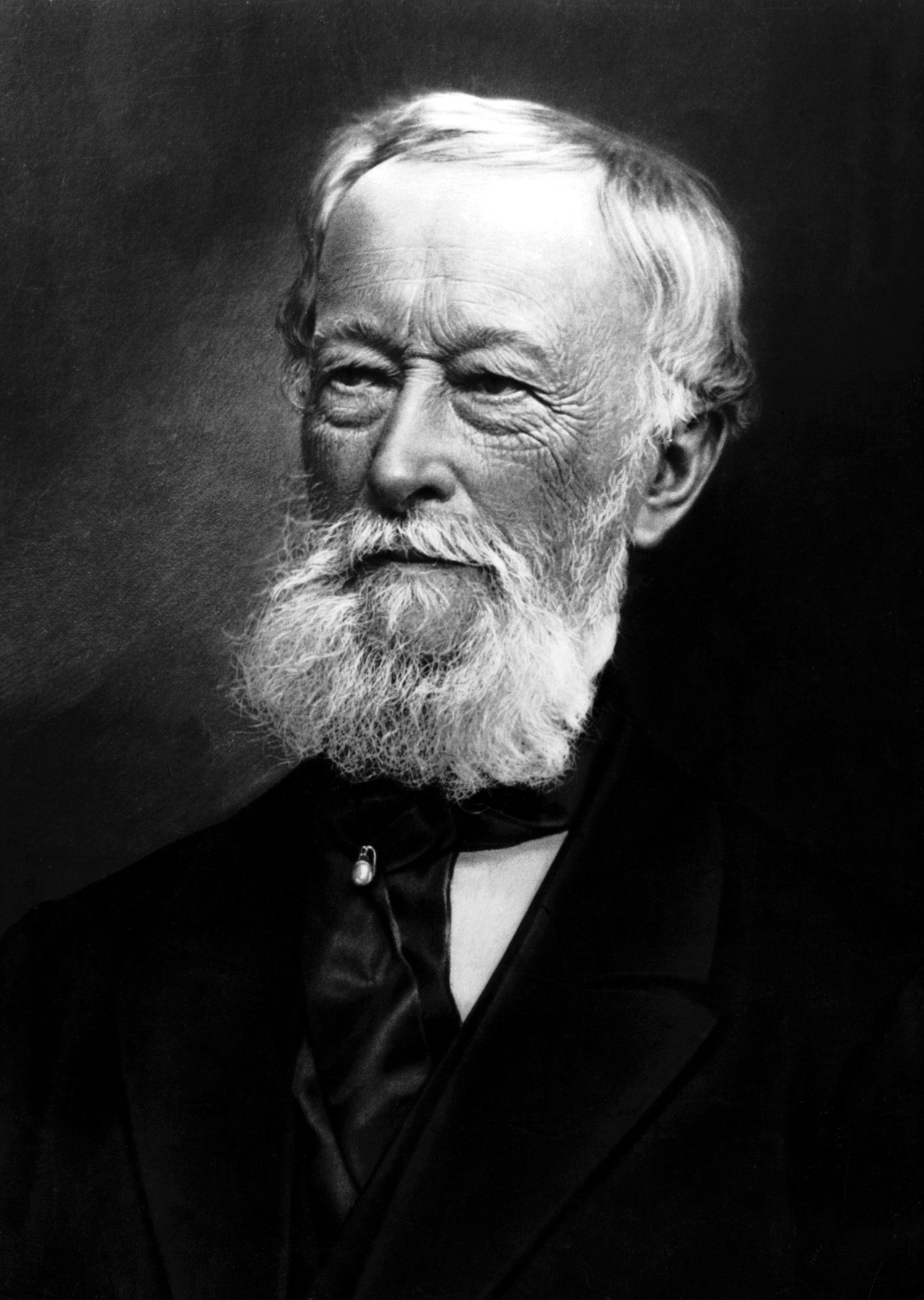
Alfred Krupp

- Franz Haniel (* 1779 in Ruhrort), schuf einen der größten Familienkonzerne Deutschlands mit Wurzeln in der Montanindustrie
- Alfred Krupp (* 1812 in Essen), baute das väterliche Unternehmen zum größten Industrieunternehmen Europas aus
- Julius Kemna (* 1837 in Barmen), gründete Kemna Bau
- August Thyssen (* 1842 in Eschweiler), begründete einen der größten Montankonzerne Europas
- Friedrich Karl Henkel (* 1848 in Vöhl, Hessen), Gründer des Konsumgüterherstellers Henkel mit Hauptsitz Düsseldorf
- Gebrüder Mannesmann (* 1856 und *1857 in Remscheid), bauten eines der größten stahlverarbeitenden Unternehmen Europas auf
- Hugo Junkers (* 1859 in Rheydt), Unternehmer und Flugzeugkonstrukteur
- August Oetker (* 1862 in Obernkirchen, Niedersachsen), gründete in Bielefeld einen der größten Lebensmittelkonzerne Europas
- Carl Miele (* 1869 in Herzebrock), begründete einen großen Haushaltsgerätekonzern
- Hans Riegel (* 1893 in Friesdorf), gründete das Süßwarenunternehmen Haribo
- Karl (* 1920 in Essen) und Theo Albrecht (* 1922 in Essen), schufen den Einzelhandelskonzern ALDI und waren die reichsten Deutschen
- Reinhard Mohn (* 1921 in Gütersloh), baute eines der weltgrößten Medienunternehmen auf, Stifter und Unternehmer mit sozialethischem Anspruch
- Heinz Nixdorf (* 1925 in Paderborn), Computerpionier
- Heinz-Horst Deichmann (* 1926 in Essen) Unternehmer, unter dessen Leitung die größte europäische Schuheinzelhandelskette Heinrich Deichmann-Schuhe entstand